# Teen Angel (singolo)
Teen Angel è un singolo del cantante Mark Dinning.

## Il brano
Il brano è stato scritto dalla sorella di Mark Dinning con l'aiuto del marito. La sorella gli scrisse questo brano perché Mark era in crisi: infatti molti brani scritti da Mark Dinning non furono un grande successo commerciale e giacche era stato messo sotto contratto da poco dalla MGM, aveva bisogno di un brano che attirasse l'attenzione su di lui. Questo brano parla di una teenager americana che per salvare l'anello di fidanzamento donatole dal suo ragazzo, perde la vita sotto un treno. Il video del brano verrà censurato in alcune televisioni, come la BBC, ma nonostante ciò sarà un grande successo. Inoltre l'argomento tanto delicato fece cadere molta attenzione sul cantante.

## Andamento in classifica
| Anno | Titolo        | US Hot 100 | US R&B | UK | Etichetta |
| ---- | ------------- | ---------- | ------ | -- | --------- |
| 1960 | "Teen Angel " | 1          | 5      | 37 | MGM       |

## Cover
I Wednesday nel 1974 hanno inciso una cover del brano entrata nelle classifiche inglesi e quelle canadesi.

## Altri riconoscimenti
- Cash Box piazza il singolo in prima posizione dal 13 al 20 febbraio.[2]